# Kedungdalem
Kedungdalem is een bestuurslaag in het regentschap Cirebon van de provincie West-Java, Indonesië. Kedungdalem telt 4596 inwoners (volkstelling 2010).